# باسندة
باسندة بلدة تقع في ولاية القضارف  بالسودان على ارتفاع  587 متر (1929 قدم) فوق سطح البحر  وتبعد عن العاصمة الخرطوم بحوالي 1,403 كيلومتر (872.11 ميل) ومن  مدينة القضارف حاضرة الولاية  1,126 كيلومتر (699.92 ميل) تقريباً، وتعتبر إحدى البوبات الشرقية  للسودان لوقوعها قرب الحدود السودانية الإثيوبية  وإحدى المحطات الرئيسية في الطريق القاري الذي يربط السودان بإثيوبيا.

## الموقع
تقع باسندة بين خطي  12 درجة   شمالاً و  35 درجة    شرقاً.  وتجاورها  أثيوبيا بحدود طويلة من ناحية الجنوب والشرق  (تمتد من جبل حلاوة إلى جبال الحجار الزرق بمنطقة كنينة شمال مدينة القلابات) وتحدها من ناحية الشمال محلية القلابات الشرقية عند الكيلو 102 شمال غابة سرف سعيد، ومن الغرب ميعة سان ترك وجبال دوقناري .

## الإدارة
باسندة محلية من محليات السودان  وأنشئت  في يوليو / تموز 2010 م حيث تم فصلها من محلية القلابات الشرقية  وتتبع  لمحلية باسندة من 42 قرية .

## المساحة والسكان
تبلغ  مساحة باسندة  7000 كيلو متر  ( ميل) مربع وعدد سكانها  67000  نسمة ينتمون إلى عدد كبير من قبائل السودان المختلفة من بينها (المساليت - الفور - البرقو - بني عامر - القمز - المراريت - تاما - الداجو- جعليين - هوسا - الفلاتة - رنقا ) .

## النشاط الإقتصادي
تشكل الزراعة  بأنواعها المختلفة (زراعة آلية وزراعة تقليدية) الحرفة الرئيسية  للسكان، يليها الرعي وتربية الحيوان ثم التجارة. وتقجدر المساحخة الزراعية بحوالي 730000 فدان  المزروع منها  690000 فدان تقريباً. 

## الخدمات
يوجد بالمحلية مستشفى واحد وعدد من  المنشآت الصحية في الأرياف (كما في قريتي ود الطاهر وباسنقا) من بينها مركزاً  صحياً  (في قرية ود كسيبة) إلى جانب  وحدات صحية صغيرة  تقدم  الإسعافات الأولية. 
ويوجد  أيضاً  عددا من المدارس في المراحل الدراسية المختلفة  يلغ عدد 32 مدرسة منها  ثلاث مدارس للبنين  وتسع للبنات  وعشرين مدرسة مختلطة (في مرحلة الأساس)
ومن الناحية الثقافية  والرياضية،  تقام في المحلية المهرجانات الدورية الثقافية والمواسم  الرياضية  للأندية المحلية  وأعياد الحصاد للمزارعين  والتي تصاحبها  مهرجانات الرقصات الشعبية  وطبول النقارات (نقارة الرونقا- نقارة القنقف- نقارة الكرينق-آلة الزمر الشعبية التي تشبه الوازا) 
وتتولى  مهام  الأمن والدفاع  بالمحلية وحدات من الشرطة والجيش

## النقل الجوي
لا يوجد في باسندة مطار مدني ويوضح الجدول أدناه أقرب المطارات المدمية إليها:
| اسم المطار   | المدينة | نوع المطار | خطوط الطبران     | رمز اياتا | رمز منظمة ايكاو |
| ------------ | ------- | ---------- | ---------------- | --------- | --------------- |
| مطار بحر دار | بحر دار | متوسط      | الخظوظ الإثيوبية | BJR       | HABD            |
| مطار أزيزو   | غوندار  | متوسط      | الخطوط الإثيوبية | GDQ       | HGAN            |
| مطار العزازة | القضارف | متوسط      | الخطوط السودانية | GSU       | HSGF            |
| مطار الحمرا  | الحمرا  | صغير       | لخطوط الإثيوبية  | HUE       | HAHU            |
| مطار جانقو   | الدندر  | صغير       | عام              | DNX       | HSGG            |
| مطار المتمة  | المتمة  | صغبر       | الخطوط الإثيوبية | ETE       | HMAM            |

## المناخ
يسود باسندة مناخ السهول شبه  المداري  حيث تبلغ  درجة الحرارة السنوية 32.37 درجة مئوية (90.27 درجة فهرنهايت) وهي أعلى بنسبة 2.33٪ من متوسط درجات الحرارة في  السودان.  وتهطل فيها الأمطار بمعدل 65.34 مليمتر تقريبا (2.57 بوصة)  وقد تصل إلى 81 مليمتر في مواسم الأمطار الكثيفة في حوالي  78.64 يوم  ممطر خلال السنة.